# Batalha de Ostia (Rafael)
A Batalha de Ostia (em italiano Battaglia di Ostia) é uma pintura da oficina do artista renascentista italiano Rafael. A pintura fez parte da encomenda de Rafael para decorar as salas que hoje são conhecidas como Salas de Rafael (em italiano Stanze di Raffaello), no Palácio Apostólico do Vaticano. Está localizado na sala que leva o nome do Fogo no Borgo e foi inspirada na Batalha de Ostia travada no Mar Tirreno, em 849, entre a Frota Sarracena e uma Liga Cristã de navios papais, napolitanos e gaetanos. Na pintura o Papa Leão IV, com feições do Papa Leão X, agradece depois que os navios árabes foram destruídos por uma tempestade